# Währungssymbol
Ein Währungssymbol (oder Währungszeichen) ist ein besonderes Schriftzeichen, das als Abkürzung für eine Währung verwendet wird. Es wird entweder nach (12,80 €) oder vor dem Betrag ($ 12,80) geschrieben. Es wird ein oder kein Leerzeichen zwischen Symbol und Betrag gesetzt (sprachabhängig).
In manchen Ländern, am bekanntesten Portugal und Frankreich, wurden die Währungssymbole vor Einführung des Euro auch als Dezimaltrennzeichen in dem Betrag verwendet (12$80 oder in Franc 12F80).
Um Verwechslungen auszuschließen, werden Währungssymbole, die für mehrere Währungen gelten, auch zusammen mit Buchstabenkürzeln verwendet (beispielsweise US-$, US$).
Im internationalen Zahlungsverkehr werden Abkürzungen nach ISO 4217 ihrer Eindeutigkeit wegen bevorzugt; auch sind sie mit Informationstechnik austauschbar und Symbole aus fremden Kulturkreisen werden oft nicht verstanden.
| Tabelle der Währungssymbole              | Tabelle der Währungssymbole |
| ---------------------------------------- | --- |
| ¤                                        | Allgemeines Währungssymbol (Platzhalter für eine noch konkret zu ergänzende Währung) |
| Altyn                                    | Altyn (ehemalige russische Münze) |
| ₳                                        | Austral (ehemalige argentinische Währung) |
| ฿                                        | Baht (Thailand) |
| ฿                                        | Balboa (Panama) |
| B/.                                      | Balboa (Panama) |
| ₿                                        | Bitcoin (Kryptowährung) |
| $                                        | Boliviano (Bolivien) |
| ₵                                        | Cedi (Ghana) |
| ¢                                        | Cent (wird für US- und einige andere Cents benutzt, jedoch nicht für den Eurocent) |
| ₡                                        | Colón (Costa Rica CRC; SVC ehemalige Währung in El Salvador) |
| ₢                                        | Cruzeiro (ehemalige Währung in Brasilien) |
| $                                        | Dollar (Anguilla, Antigua und Barbuda, Australien, Bahamas, Barbados, Belize, Bermuda, Brunei, Dominica, Ecuador, Fidschi, Grenada, Guyana, Hongkong (nicht auf Banknoten), Jamaika, Jungferninseln, Kaimaninseln, Kanada, Liberia, Mikronesien, Montserrat, Namibia, Neuseeland, Osttimor, Palau, Salomonen, Simbabwe, Singapur, St. Kitts und Nevis, St. Lucia, St. Vincent und die Grenadinen, Surinam, Trinidad und Tobago, Tuvalu, Vereinigte Staaten) |
|                                          | Dirham (Vereinigte Arabische Emirate) |
| 圓                                       | Dollar (Hongkong – nur auf Banknoten der Bank of China sowie der Standard Chartered Bank) |
| 元                                       | Dollar (Hongkong – nur auf Banknoten der Hongkong and Shanghai Banking Corporation) |
| ₫                                        | Đồng (Vietnam) |
| ₯                                        | Drachme (ehemalige Währung in Griechenland) |
| ֏                                        | Dram (Armenien) |
| €                                        | Euro (Andorra, Belgien, Deutschland, Estland, Finnland, Frankreich, Französisch-Guayana, Griechenland, Guadeloupe, Italien, Kosovo, Kroatien, Lettland, Luxemburg, Malta, Martinique, Mayotte, Monaco, Montenegro, Niederlande, Österreich, Portugal, Réunion, Saint-Barthélemy, Saint Martin, Saint-Pierre und Miquelon, San Marino, Slowakei, Slowenien, Spanien, Republik Irland, Vatikanstadt, Zypern)                                                  |
| ₠                                        | Europäische Währungseinheit (ehemalige Rechnungswährung in Andorra, Belgien, Dänemark, Deutschland, Frankreich, Französisch-Guayana, Griechenland, Großbritannien, Guadeloupe, Irland, Italien, Luxemburg, Martinique, Mayotte, Niederlande, Portugal, Réunion, Saint-Barthélemy, Saint Martin, Saint-Pierre und Miquelon, San Marino, Spanien) |
| ƒ                                        | Florin (Aruba) |
| ₣                                        | Entwurf für Franc (ehemalige Währung in Frankreich). Das Symbol wurde 1988 von Édouard Balladur (seinerzeit Staatsminister im Wirtschafts- und Finanzministerium) vorgeschlagen, aber nicht angenommen. |
| ₲                                        | Guaraní (Paraguay) |
| ƒ                                        | Gulden (Florin) (Curaçao, Sint Maarten; ehemalige Währung in Aruba) |
| ƒ                                        | Gulden (Florin) (ehemalige Währung in den Niederlanden) |
| ₴                                        | Hrywnja (Ukraine) |
| ₭                                        | Kip (Laos) |
| kr                                       | Krone (Dänemark, Schweden, Norwegen, Island) |
| ₾                                        | Lari (Georgien) |
| ₤                                        | Lira (ehemalige Währung in Italien, Malta, San Marino, Vatikanstadt) |
| ₼                                        | Manat (Aserbaidschan, Turkmenistan) |
| ℳ                                        | Mark (Deutschland 1871–1923) |
| ₥                                        | Mill (früher für ein Tausendstel eines US-Dollars) |
| ₦                                        | Naira (Nigeria) |
| 元                                       | Neuer Dollar (Taiwan) |
| ₪                                        | Neuer Schekel (Israel) |
| S/.                                      | Nuevo Sol (Peru) |
| ₧                                        | Peseta (ehemalige Währung in Andorra, Spanien) |
| $                                        | Peso (Argentinien, Chile, Kolumbien, Mexiko) |
| ₱                                        | Peso (Dominikanische Republik, Kuba, Philippinen, Uruguay) |
| ₰                                        | Pfennig (früher in Deutschland verwendet) |
| £                                        | Pfund (Ägypten, Falklandinseln, Gibraltar, Großbritannien, Guernsey, Insel Man, Jersey, Libanon, Nordirland, St. Helena, Syrien; ehemalige Währung der Republik Irland, Zypern) |
| R                                        | Rand (Südafrika) |
| R$                                       | Real (Brasilien) |
| ℛℳ                                       | Reichsmark/Rentenmark |
| 元                                       | Renminbi Yuan (Volksrepublik China (außer Hongkong, Macau)) |
| ៛                                        | Riel (Kambodscha) |
| ﷼                                        | Riyal (Iran, Jemen, Katar, Oman, Saudi-Arabien) |
|                                          | Riyal (Saudi-Arabien) |
|                                          | Transnistrischer Rubel (Transnistrien) |
| ₽                                        | Russischer Rubel (Russland, seit 2013 offiziell) |
| ރ                                        | Rufiyaa (Malediven) |
| ₨                                        | Rupie (Mauritius, Nepal, Pakistan, Seychellen, Sri Lanka) |
| ₹                                        | Rupie (Indien) |
| {\displaystyle \mathrm {S} \!\!\!\Vert } | Cifrão – für Escudo, die bis 2001 gültige Währung in Portugal |
| $                                        | Cifrão – für Escudo, die bis 2001 gültige Währung in Portugal |
| ৲                                        | Rupie (Urdu-Zeichen für Rupie) |
| ૱                                        | Rupie (Gudscharati-Zeichen für Rupie) |
| ௹                                        | Rupie (Tamilisches Zeichen für Rupie) |
| ⃀                                        | Som (Kirgisistan) |
| ৳                                        | Taka (Bangladesch) |
| ₸                                        | Tenge (Kasachstan) |
| ₺                                        | Türkische Lira (Republik Türkei, Türkische Republik Nordzypern) |
| ₮                                        | Tögrög (Mongolei) |
| ₩                                        | Won (Südkoreanischer Won, Nordkoreanischer Won: Korea) |
| ¥                                        | Yen (Japan) |
| 円                                       | Yen (Japan) |
| Zł                                       | Złoty (Polen) |